# Пьяцца Бра
Пьяцца Бра (итал. Piazza Bra) — крупнейшая площадь Вероны (Италия), коммерческий и общественный центр города.
Главный вход на площадь с Корсо Порта Нуова открывают Портони делла Бра — две зубчатых арки, составлявших часть городских стен, построенных в период правления герцога Джана Висконти (конец XIV века). Рядом с арками расположена также сохранившаяся от городских стен пятиугольная башня (итал. Torre Pentagona).
Центр площади занимает сад, в котором расположены:
- фонтан Альп с мемориальными досками от городов-побратимов Вероны;
- конный памятник Виктору Эммануилу II (1883 год);
- памятник итальянским партизанам «павшим за свободу», возведённый после Второй мировой войны.

На площадь выходят фасады:
- Палаццо делла Гран-Гуардиа (дворец, построенный Доменико Куртони, строительство было начато в 1610 году, а завершено лишь в 1820 году)
- Палаццо Барбьери или Палаццо делла гран-Гвардия-Нуова (построен в 1838 году архитектором Дж. Барбьери в неоклассическом стиле, в настоящее время в здании расположен муниципалитет города).

На краю площади расположен знаменитый веронский амфитеатр и примыкающая к нему церковь Сан-Николо-алл'Арена (итал. San Nicolò all'Arena).

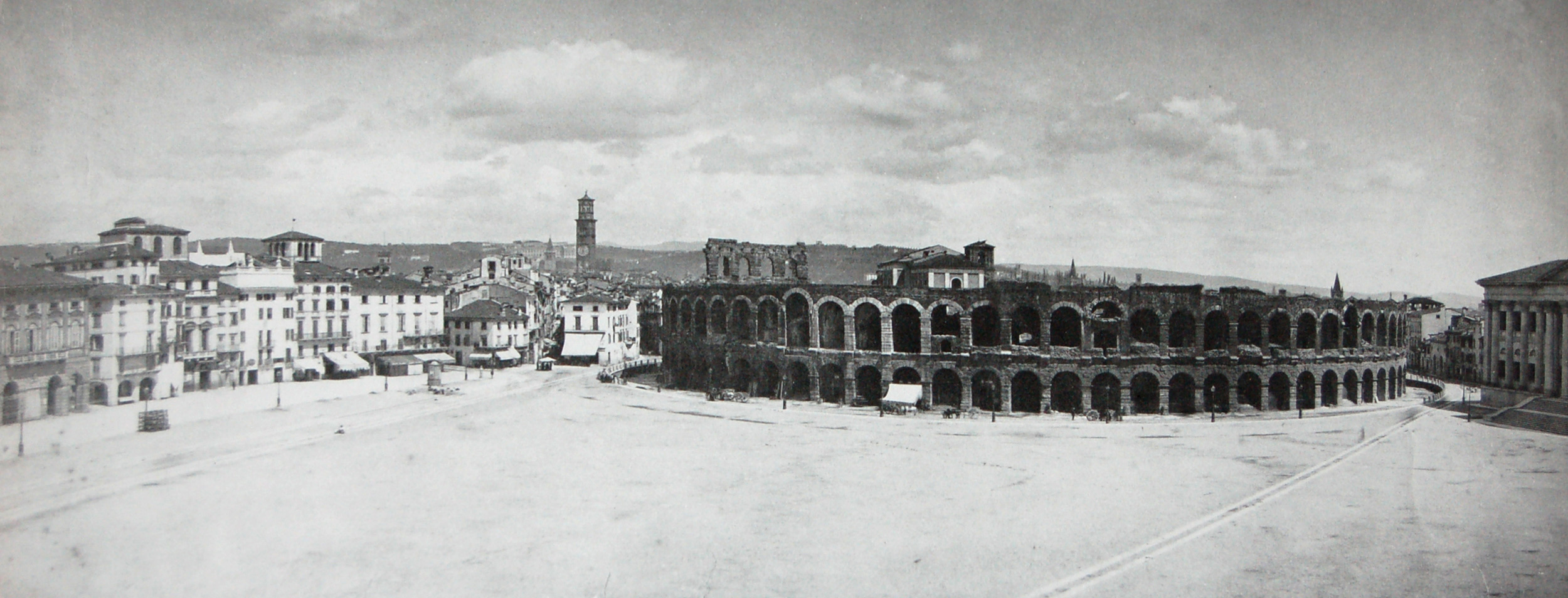
Пьяцца Бра во второй половине XIX века
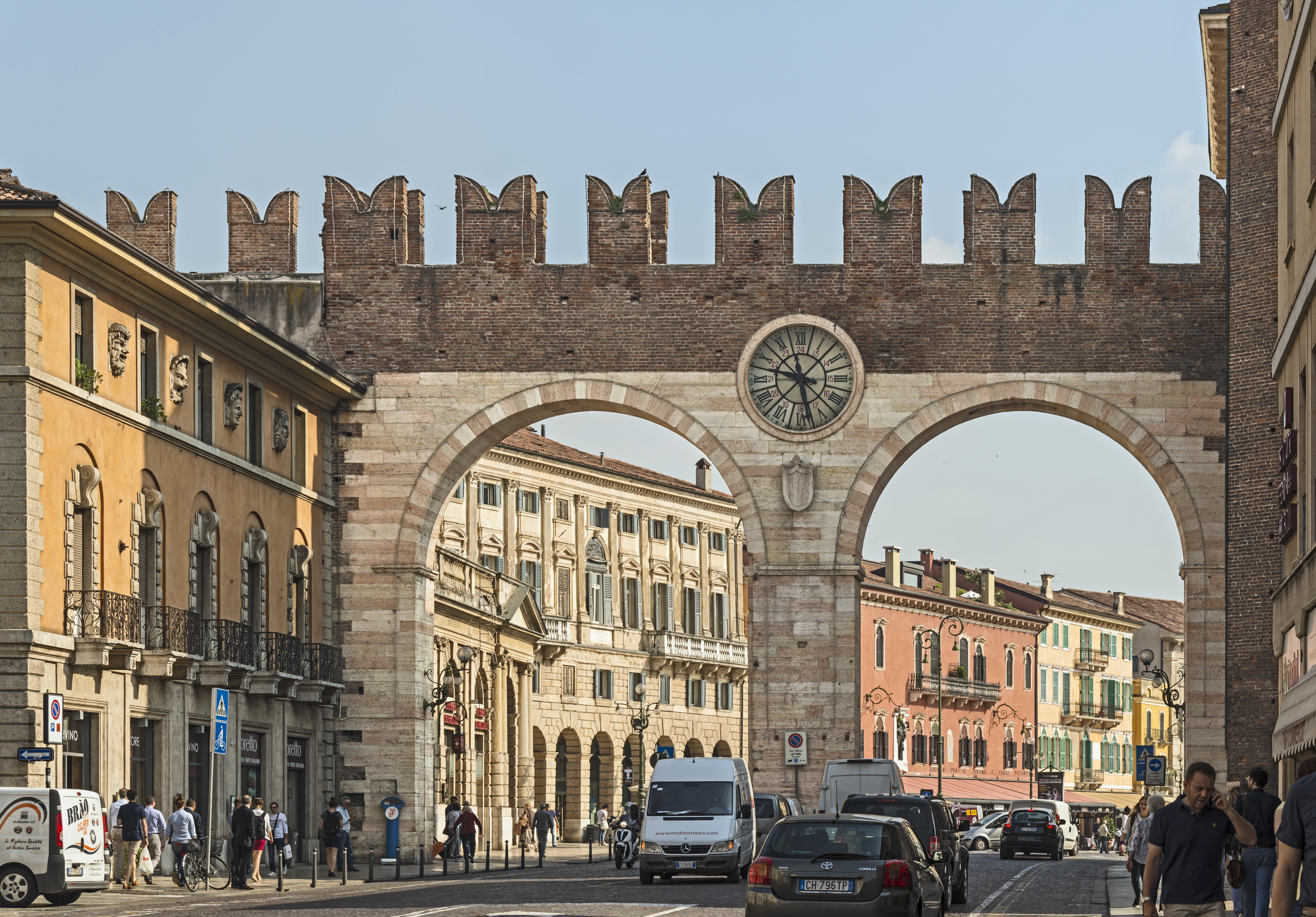
Портони делла Бра
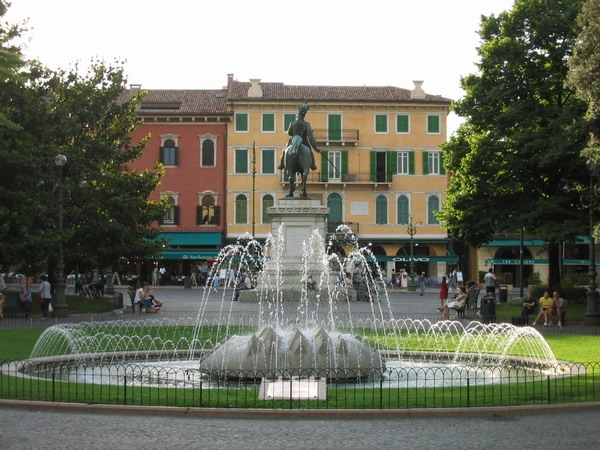
фонтан Альп и памятник Виктору Эммануилу II
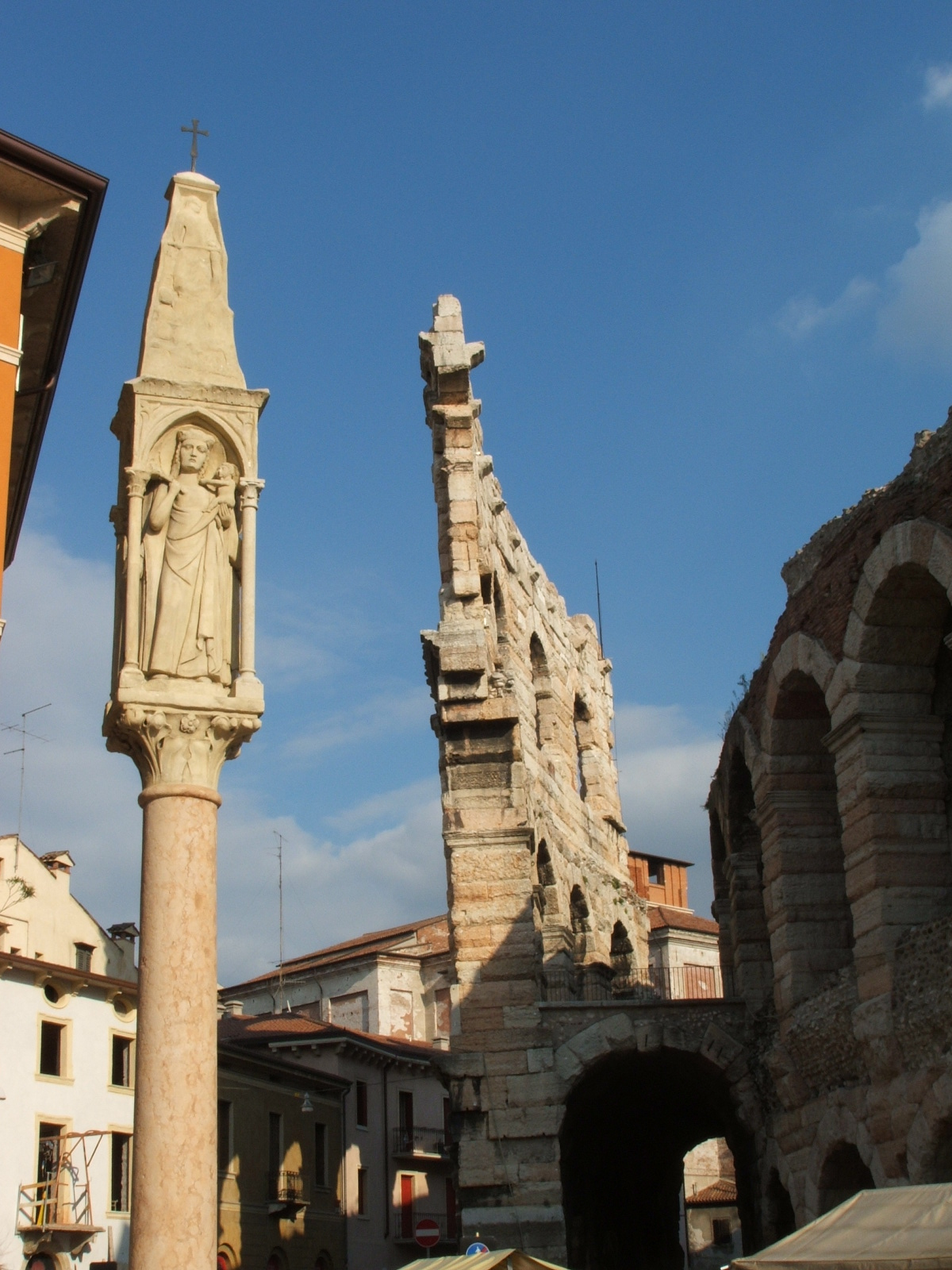
Табернакль Мадонны на площади